# Robert Bürchler
Robert Bürchler (ur. 28 maja 1915 w Zurychu, zm. 23 kwietnia 1993) – szwajcarski strzelec sportowy. Srebrny medalista olimpijski z Helsinek.
Zawody w 1952 były jego jedynymi igrzyskami olimpijskimi i zajął drugie miejsce w karabinie dowolnym w 3 postawach na dystansie 300 m. Na mistrzostwach świata zdobył w latach 1947-1954 dziewięć złotych, sześć srebrnych i sześć brązowych medali w różnych konkurencjach.